# Syzygium globiflorum
Syzygium globiflorum là một loài thực vật có hoa trong Họ Đào kim nương. Loài này được (Craib) Chantaran. & J.Parn. miêu tả khoa học đầu tiên năm 1993.